# Promotér

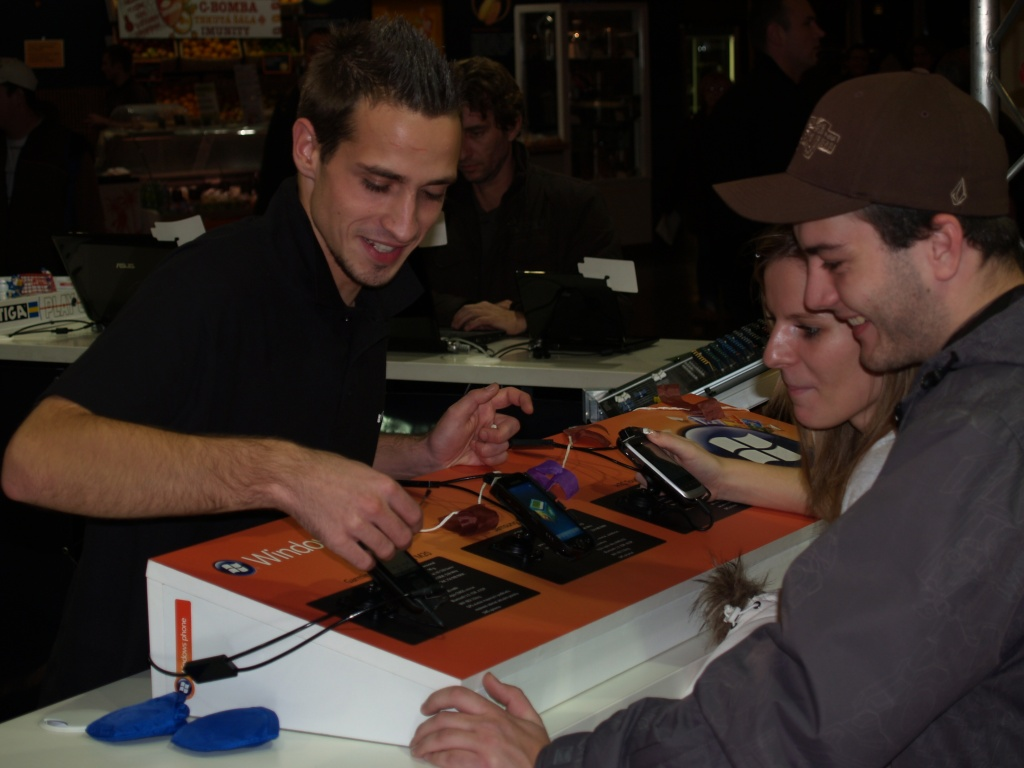
Promotér v akci

Promotér (z anglického slova promotion – podpora, propagace značek, výrobků, akcí a dalších) je člověk (žena nebo muž), jehož úlohou je zviditelnit určitý produkt, značku nebo službu a učinit je pro zákazníky atraktivnější a viditelnější. Často má podpořit jejich prodej a v neposlední řadě zvýšit prestiž a obecné povědomí o samotné značce či výrobku nebo službě. Většinou jde o studenty, kteří si touto formou přivydělávají na studium a životní náklady.

## Kritika
V češtině se jako ekvivalent slova promotér užívá výraz hosteska, kdy první výraz je užíván spíše pro muže; ti ale tvoří v dané profesi menšinu. To odpovídá i vyšší poptávce zaměstnavatelů po ženách. V této souvislosti se hovoří pracovní diskriminaci založené na atraktivitě vzhledu zaměstnance.

## Předpoklady
Mimo výborné komunikační dovednosti a přirozené schopnosti oslovit a zaujmout zákazníka jakékoliv cílové skupiny musí mít promotér také dostatek informací o prezentovaných produktech, které si – v ideálním případě – ze své iniciativy neustále rozšiřuje. Promotér by měl být pravdomluvný, nevymýšlet si o propagovaných produktech nereálné informace a osloveným osobám zprostředkovávat pouze údaje, o jejichž pravdivosti je přesvědčen.
Seriózní promotér má působit klidným a přátelským dojmem, se zákazníky vždy hovořit kultivovaně a to i v případě, že zákazník zrovna není pozitivně naladěn. S tím souvisí promotérova schopnost odhadnout povahu a momentální náladu oslovené osoby a těmto aspektům přizpůsobit svůj projev.

## Přínosy
Promotéři si touto činností spočívající v zastupování značek či odvětví často vytvářejí také svůj profesní základ do dalšího povolání. Promotéři se při své práci zdokonalují zejména v komunikaci s různými typy lidí a v rámci nejrůznějších školení mohou snadno získat jak znalosti o konkrétních značkách či produktech, tak obecné informace z různých oblastí. Tato práce je oblíbena i díky nadprůměrným odměnám a variabilnímu pracovnímu prostředí.[zdroj⁠?!]